# Hello, Valentina!
Hello, Valentina! è un libro della serie Valentina scritto da Angelo Petrosino.

## Trama
La nuova professoressa di inglese, Miriam  si è messa in contatto con una scuola di Plymouth, nella Cornovaglia. Le due classi infatti si scriveranno delle lettere e Valentina e i suoi compagni saranno ospitati dai loro corrispondenti.

## Personaggi
- Valentina: Valentina è la protagonista del racconto. Ha 13 anni. Valentina è una ragazza che adora scrivere e leggere, è molto curiosa e intelligente. Lei è fidanzata con Tazio, ha una sorella adottiva della sua stessa età chiamata Irene ed ha un'amica del cuore chiamata Ottilia. Valentina è la corrispondente di Lisa
- Tazio: Tazio è il ragazzo di Valentina ed è innamoratissimo di lei. Buono, romantico e affettuoso, il suo corrispondente è Douglas.
- Ottilia: Ottilia è la migliore amica di Valentina, è schietta, sincera e un po' bizzarra. Il suo ragazzo è Rinaldo. Ottilia è la corrispondente di Christine.
- Gianni: Gianni è un ragazzo adottato. Sta con Irene. Gianni è un po' svampito e distratto. Gianni è molto amico di Valentina e Tazio. Il suo corrispondente è Joseph.
- Irene: Irene è la sorella adottiva di Valentina, è stata adottata quando aveva 13 anni. Irene ha una triste storia alle spalle: quando era bambina viveva in un istituto che odiava, così un giorno decise di scappare con il suo cane. Per molti mesi visse sulla strada, chiedendo l'elemosina. Un giorno incontrò per caso un'anziana signora chiamata Benedetta e andò a vivere da lei. Tempo dopo conobbe Valentina e piano piano diventarono amiche anche se Irene era diffidente, fredda e la invidiava. Così un giorno la famiglia di Valentina l'adottò e Irene divenne dolce e romantica grazie all'amore del suo fidanzato, Gianni. Sensibile e ribelle, è la corrispondente di Emma.
- Rinaldo: Rinaldo è il ragazzo di Ottilia. Prima di essere il suo ragazzo era il bullo della classe e prendeva in giro tutti, specialmente Ottilia. Ancora adesso è rimasto un po' orso, ma vuole molto bene a Ottilia. Rinaldo è il corrispondente di William.